# ترینیتزه موسزو
ترینیتزه موسزو (به لاتین: Trynisze-Moszewo) یک منطقهٔ مسکونی در لهستان است که در Gmina Boguty-Pianki واقع شده‌است.